# Martinskirche (Dautphe)

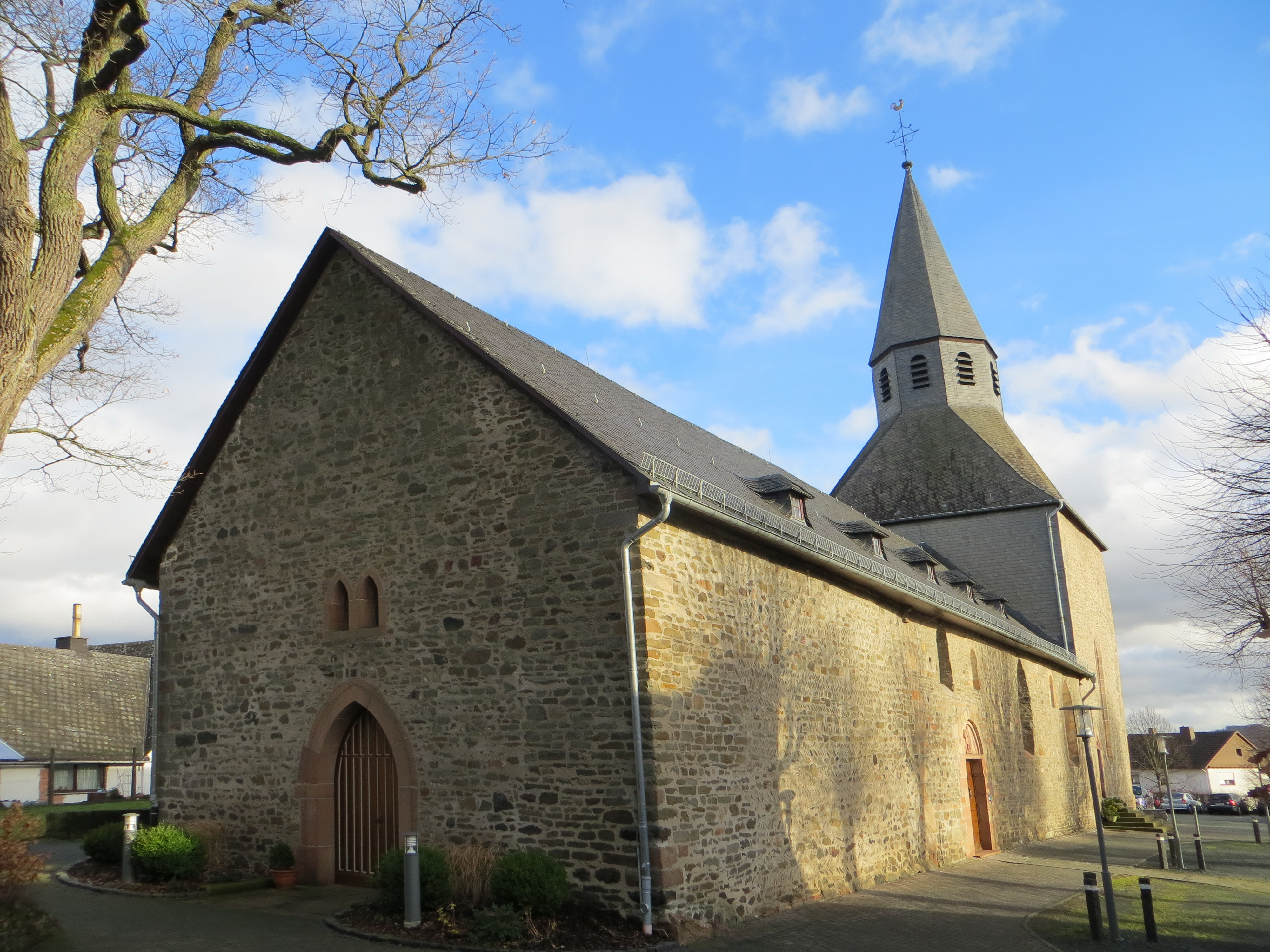
Kirche von Südwesten

Die evangelisch-lutherische Martinskirche ist ein denkmalgeschütztes Kirchengebäude in Dautphe im Hessischen Hinterland, das aus drei Baukörpern besteht. Die Saalkirche wurde im 11. Jahrhundert errichtet, im 12. Jahrhundert um einen Westanbau, den sogenannten Wendelstein, und am Ende des 13. Jahrhunderts um einen östlichen Chorturm erweitert. Der Dachstuhl datiert entsprechend dendrochronologischer Untersuchungen aus dem Jahr 1088 ist damit der älteste in Deutschland und einer der ältesten in Europa.

## Geschichte

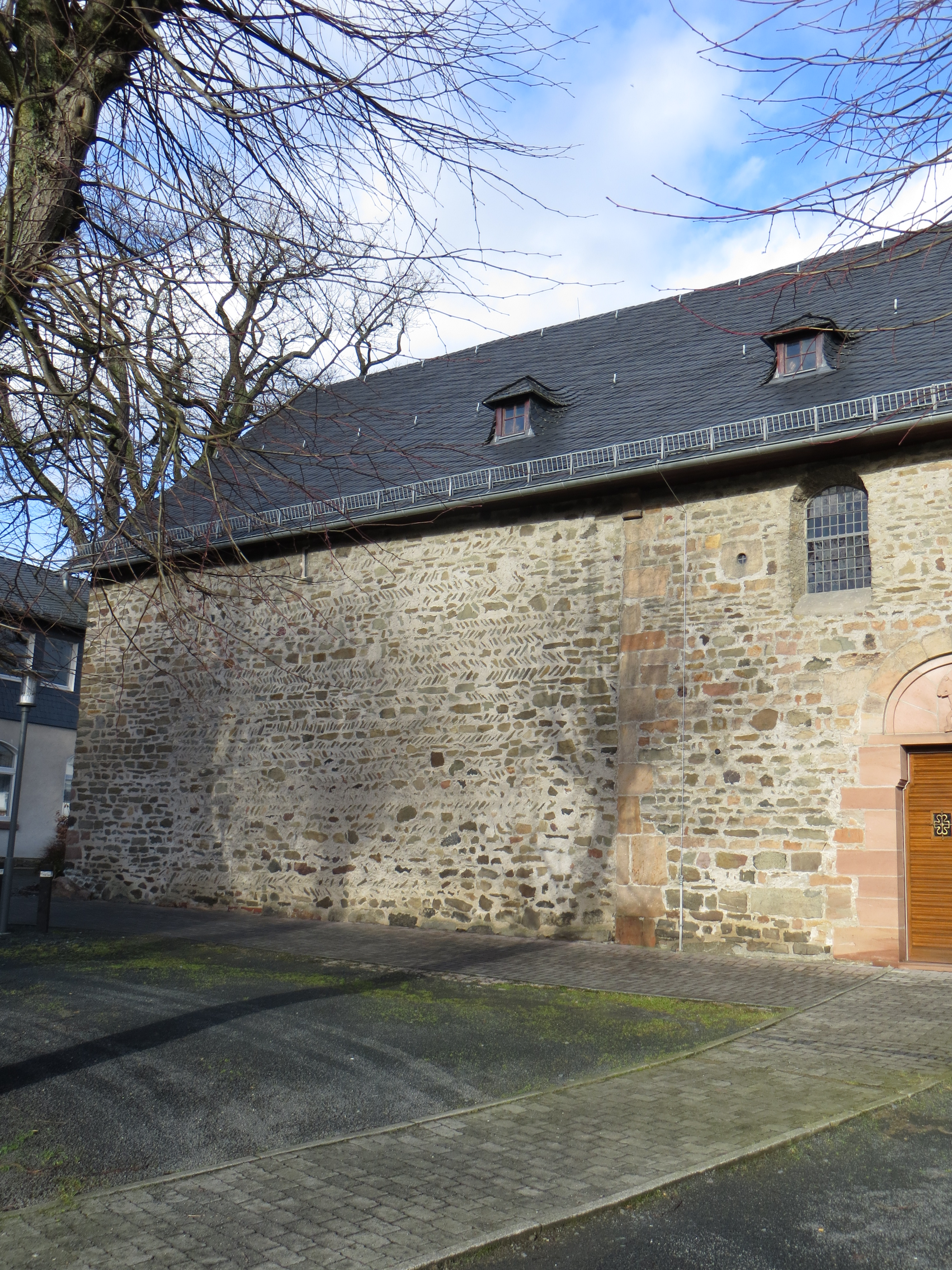
Fensterloser Wendelstein mit Fischgrätenverband

Der Ort Dautphe wird im Lorscher Codex urkundlich erstmals im Jahr 791 erwähnt und ist als Zentrum der Heidenmission im hessischen Hinterland anzusehen. Als Sitz des Centgerichts ist die Existenz einer (hölzernen) Kirche wahrscheinlich. Die steinerne Kirche wurde um 1100 errichtet und im 12. Jahrhundert an der Westseite durch einen separaten, fensterlosen Baukörper erweitert, der nur durch den einschiffigen Saalbau oder vielleicht nur über Leitern durch kleine Einstiegsluken zugänglich war. Die Funktion des Wendelsteins ist nicht eindeutig. Er kann als Zufluchtsort oder Wehranlage gedient haben oder als Unterbau eines geplanten oder zerstörten Westturms. Als Ersatz für den aufgegebenen Turm im Westen entstand um 1275 der Ostturm. Die Kirche unterstand dem Patrozinium des hl. Martin, des merowingisch-fränkischen Nationalheiligen, der im Jahr 1279 auf dem Siegel des Pleban Konrad dargestellt ist. Im Mittelalter war Dautphe Sitz des Sendgerichts und gehörte die eigenständige Pfarrgemeinde zum Archidiakonat St. Stephan in der Erzdiözese Mainz.
Nach Abtrennung der Pfarreien Buchenau (1265) und Eckelshausen (1350) gehörten noch 15 Ortschaften zum Dautpher Kirchspiel. Mit Einführung der Reformation wechselte Dautphe 1526 zum evangelischen Bekenntnis und wurde der 1530 errichteten Superintendentur Marburg unter dem ersten Superintendenten Adam Krafft zugeordnet. Als erster lutherischer Pfarrer wirkte Albanus Nepotianus (Enckel) von 1529 bis 1535 in Dautphe. Im Zuge der Umwandlung in eine Predigtkirche wurden im Jahr 1543 umlaufende Emporen eingebaut, die von der Nordseite betreten wurden (heute ein vergittertes Fenster). 1577 wurde das Dekanat Biedenkopf gebildet. Unter dem neuen Landgrafen Moritz (Hessen-Kassel) nahm Dautphe von 1606 bis 1627 das reformierte Bekenntnis an.
Bei einer Renovierung des Chorraums im Jahr 1757 wurden der Taufstein und einer der Altäre beseitigt und der Fußboden mit Sandsteinplatten belegt. Die Westempore erhielt weitere Brüstungsbilder mit Darstellungen der Apostel. Der hölzerne Turmhelm samt den Glocken von 1635 fiel in der Nacht vom 23. zum 24. April 1824 einem Blitzschlag zum Opfer; das Mauerwerk erhielt große Risse, sodass der Turmschaft nur bis zur halben Höhe erhalten blieb und einen neuen Turmhelm erhielt. Die Arbeiten am Turm dauerten mehr als drei Jahre.
Im Zweiten Weltkrieg beschädigte ein Bombenabwurf am 16. März 1945 die Orgel und zerstörte die Fenster und den Innenputz samt den mittelalterlichen Wandmalereien. Im Jahr 1959/60 erfolgte eine Innen- und Außenrenovierung unter Leitung von Friedrich Bleibaum. Seiner Idee folgend, erhielt das Schiff eine Holztonne mit Kielbogen, das zum einen die Form des Chorbogens aufnahm und zum anderen im Westen die romanische Dachkonstruktion sichtbar werden ließ. Die Chorempore für die Pfarrfamilie und die Südempore im Schiff mit barocken Brettdocken wurden ersatzlos abgerissen. Bei der Verlängerung der Westempore und der Neugestaltung der Brüstung wurde die Konstruktion von 1543 mit den Vierkantstäben freigelegt. Die barocken Brüstungsbilder wurden entfernt und stattdessen einige hölzerne Sonnenräder angebracht, die aus Obereisenhausen stammen. Erhardt Klonk gestaltete die Maßwerkfenster mit Buntglasfenster. Sie zeigen das Pfingstereignis und das Gleichnis von den klugen und törichten Jungfrauen. In den Wendelstein wurden ein Portal und zwei Fenster eingebrochen. Zwei Zugänge und eine neu gebrochene Tür ermöglichen seitdem den Zungang zu den Emporen. Die Flachdecke wurde durch eine Kielbogendecke ersetzt. Im Jahr 2006 wurde der Dachstuhl saniert, der durch die 1959 entfernten Diagonalbalken in der Statik gelitten hatte. Die restaurierten Emporenbilder der Westempore erhielten im Jahr 2008 einen neuen Platz an der Westwand unter der Empore, nachdem sie ein halbes Jahrhundert im Keller gelagert worden waren.

## Architektur

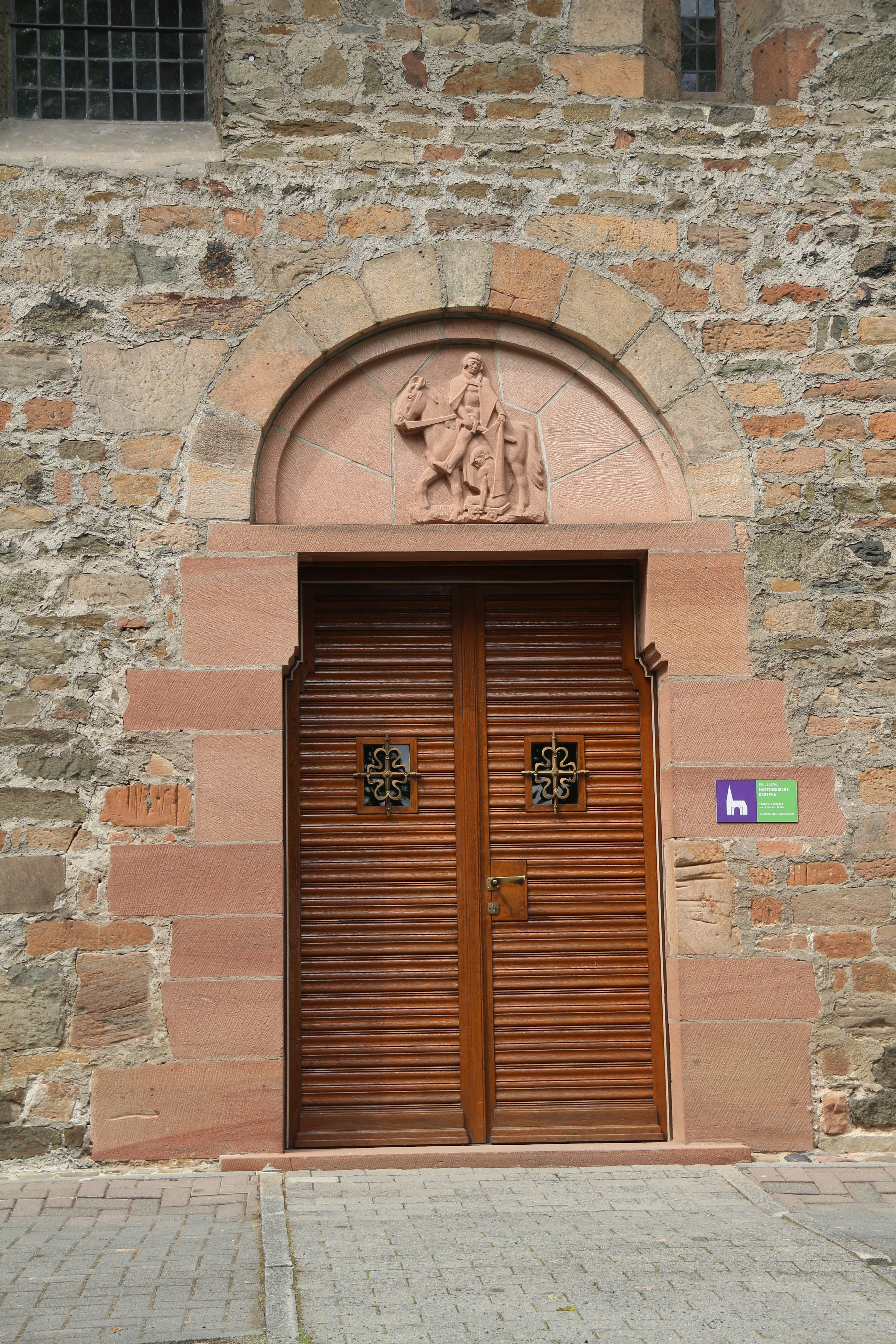
Südportal mit Tympanon mit dem hl. Martin

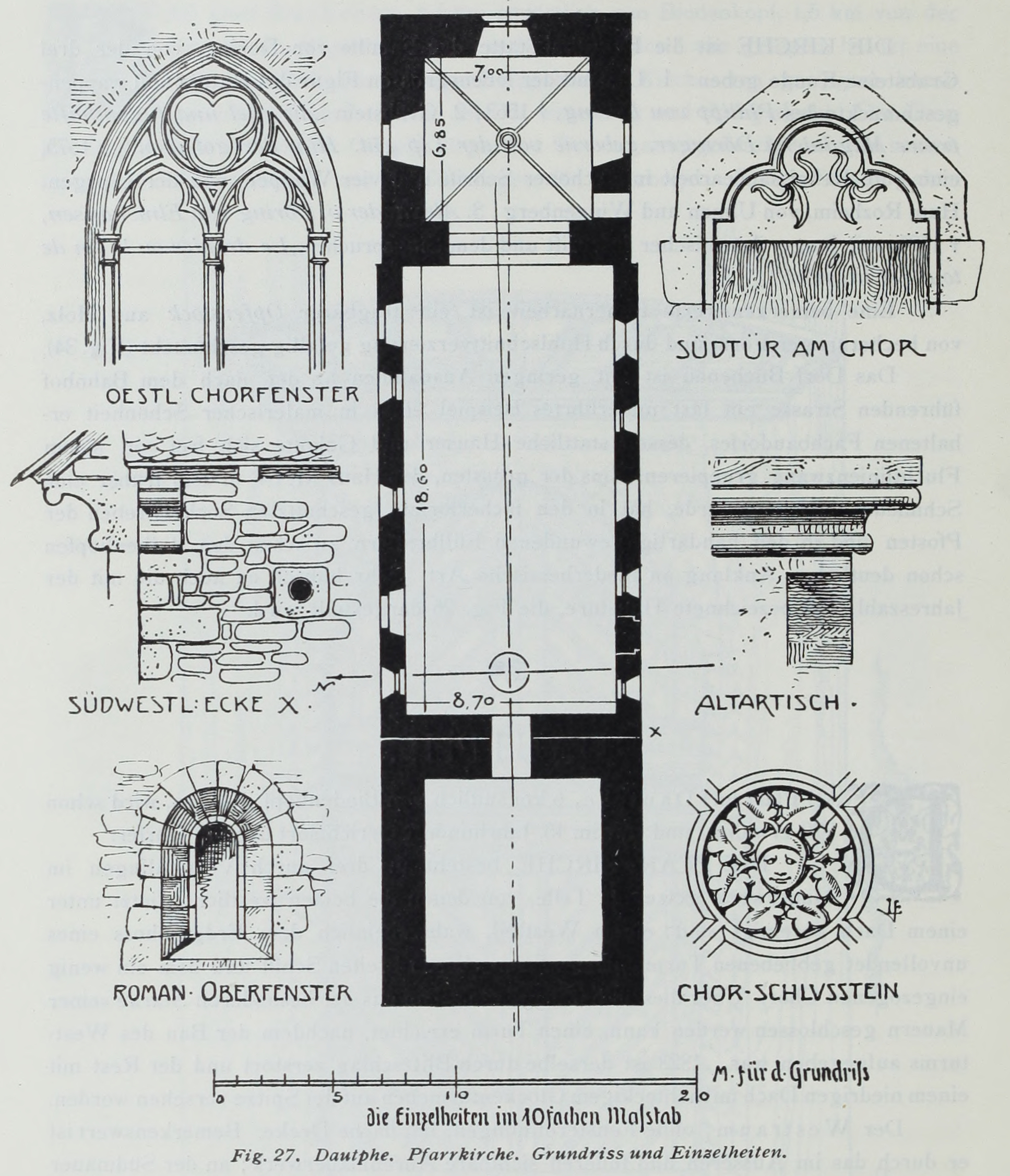
Grundriss

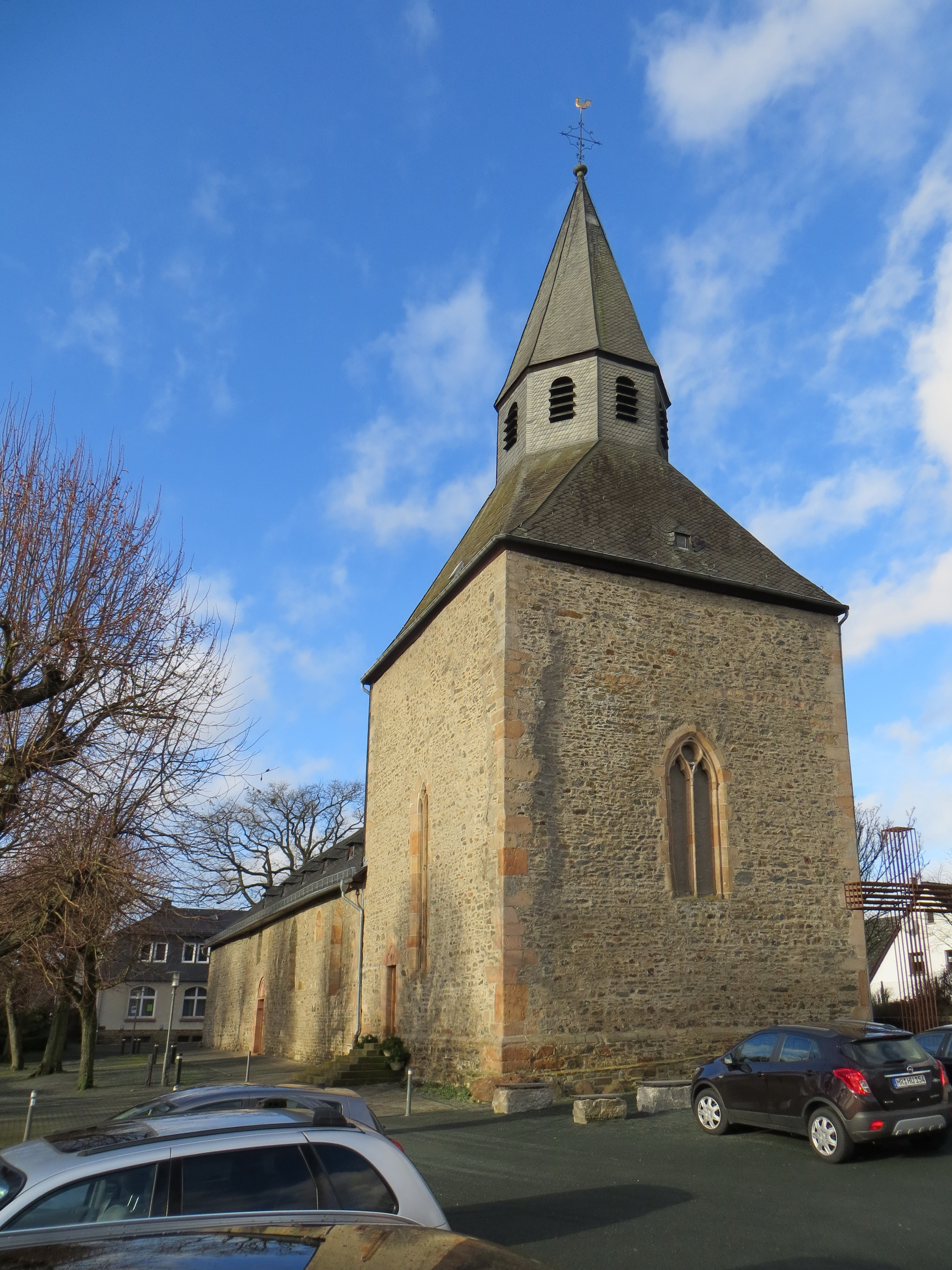
Östlicher Chorturm

Die geostete Kirche ist auf einer leichten Anhöhe aus Bruchsteinmauerwerk errichtet. Die Fenster- und Portalumrahmungen sind in Haustein, ebenso die Ecken, aus denen profilierte Kragsteine herausragen. Die Kirche steht auf einem Friedhofsgelände, das bis 1816 belegt wurde und von einer großen Kirchhofsmauer umschlossen ist.
Die Saalkirche mit geschiefertem  Satteldach weist im Obergaden noch einige kleine Rundbogenfenster aus romanischer Zeit auf. Die Mauern von Schiff und Westteil sind weitgehend im Fischgrätenverband aufgeführt, was eine Errichtung im 12. Jahrhundert nahelegt. Gotische Spitzbogenfenster mit Maßwerk und rechteckige, barocke Fenster belichten den Raum, der durch ein Nord- und Südportal erschlossen wird. Über dem rundbogigen Südportal mit glattem Gewände ist ein rundbogiges Tympanon von 1959/1960 eingelassen, das den hl. Martin auf einem Pferd zeigt, der seinen Mantel mit dem Schwert zerteilt und mit einem Bettler teilt. Als Kopiervorlage diente eine mittelalterliche Darstellung.
Die Dachkonstruktion der Martinskirche ist die älteste Deutschlands. Für den ältesten Eichenbalken wurde als Fälldatum dendrochronologisch der Winter 1087/1088 nachgewiesen. Da zu der Zeit die frisch geschlagenen Hölzer direkt verbaut wurden, kann auf eine Errichtung des Dachgestühls im Jahr 1088 geschlossen werden.
Der Westteil gleicher Breite ist durch vertikale Baufugen vom Schiff abgetrennt, aber unter einem gemeinsamen Dach vereint. Im Jahr 1960 wurden an der Westseite ein spitzbogiges Portal und darüber zwei sehr kleine Spitzbogenfenster eingebrochen, beide mit glattem Gewände aus rotem Sandstein. Im selben Jahr wurde der heutige Durchgang zum Wendelstein gestaltet und die beiden Emporenaufgänge eingebaut. Bis dahin verband eine schlichte, mit 1534 bezeichnete Holztür in einem groben, spitzbogigen Durchbruch das Schiff mit dem Wendelstein.
Der östliche, massiv gemauerte Chorturm aus frühgotischer Zeit ist gegenüber dem Kirchenschiff leicht eingezogen. Der Turm geht auf den Einfluss der Marburger Bauhütte zurück. Die Westmauer zum Schiff ist 1,83 Meter stark, die Außenmauern 1,75 Meter. Oberhalb des Dachs des Schiffs ist die Westwand verschiefert. Das romanische Rundbogenportal an der Südseite diente in mittelalterlicher Zeit dem Priester als Zugang. Über dem Gewände mit Eckrundstab ist ein Tympanon in Kleeblattform angebracht, das mit Lilien verziert ist. Große Maßwerkfenster aus frühgotischer Zeit versorgen den Chor mit Licht. Das östliche Chorfenster hat Rundstäbe mit Sockeln und Kapitälchen, die in zwei Spitzbögen auslaufen. Im oberen Fensterteil flankieren zwei Nasen einen Kreis mit einem Dreipass. Nord- und Südfenster sind einfacher ausgeführt und teils zerstört.  Erhalten ist eine frühgotische Piscina in der Südwand in einer viereckigen Nische mit einem hohen, spitzbogigen Blendbogen und eine Sakramentsnische in der Nordwand. Der Chorraum ist überwölbt (vermutlich seit der Mitte des 15. Jahrhunderts) und der Schlussstein mit einem Kopf, der von acht Blättern umgeben ist, belegt, der Christus als Lebensbaum darstellt. Die Eckdienste des Kreuzrippengewölbes sind teils zerstört. Ein spitzbogiger Triumphbogen mit profiliertem Kämpfergesims verbindet den gotischen Altarraum mit dem Schiff. Vier trapezförmige, flache Pultdächer leiten zu einer kleinen, achtseitigen Glockenstube über, die von einem Spitzhelm bekrönt wird. Ursprünglich war der Turmschaft mit vier kleinen Türmchen versehen.

## Ausstattung

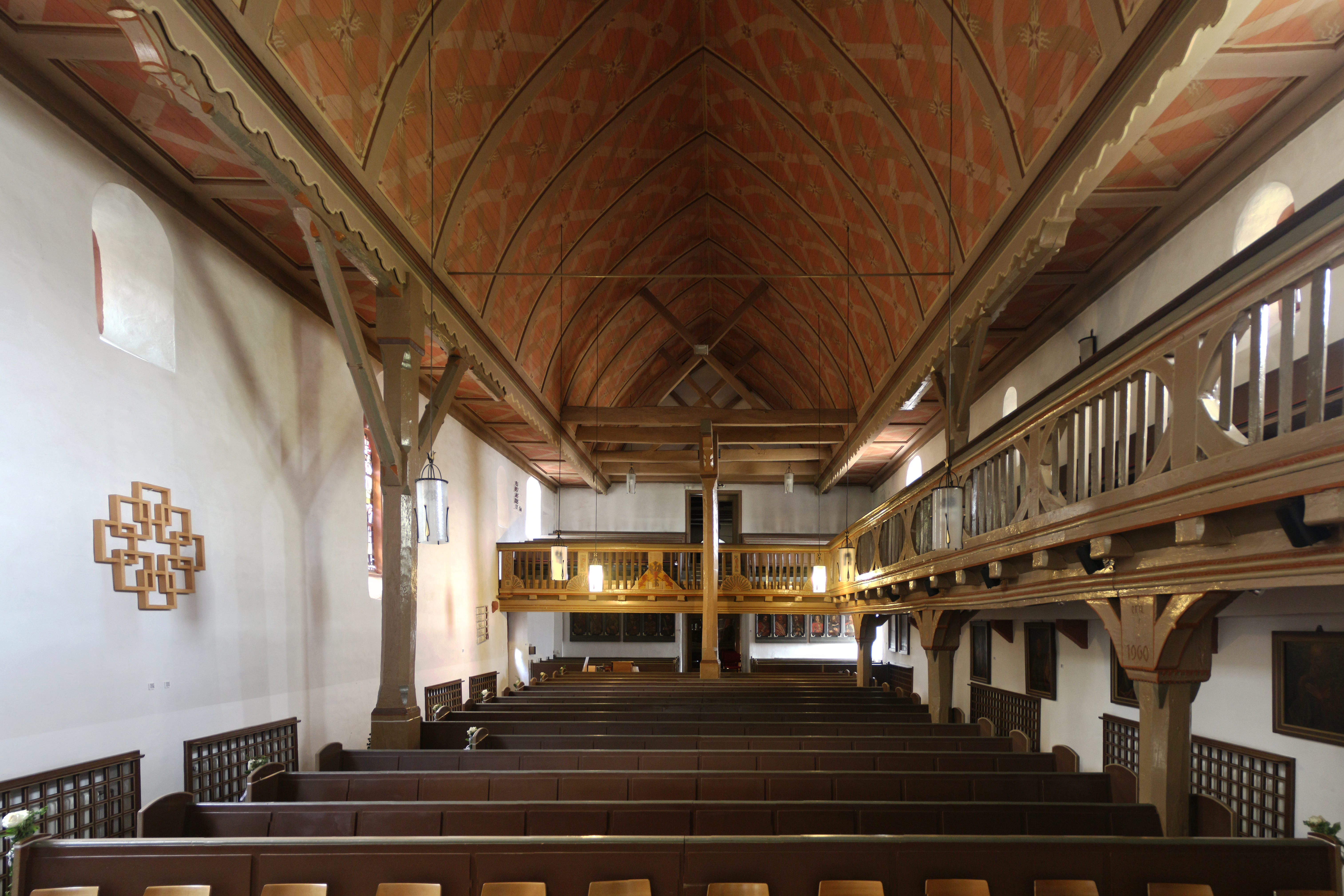
Innenraum Richtung Westen

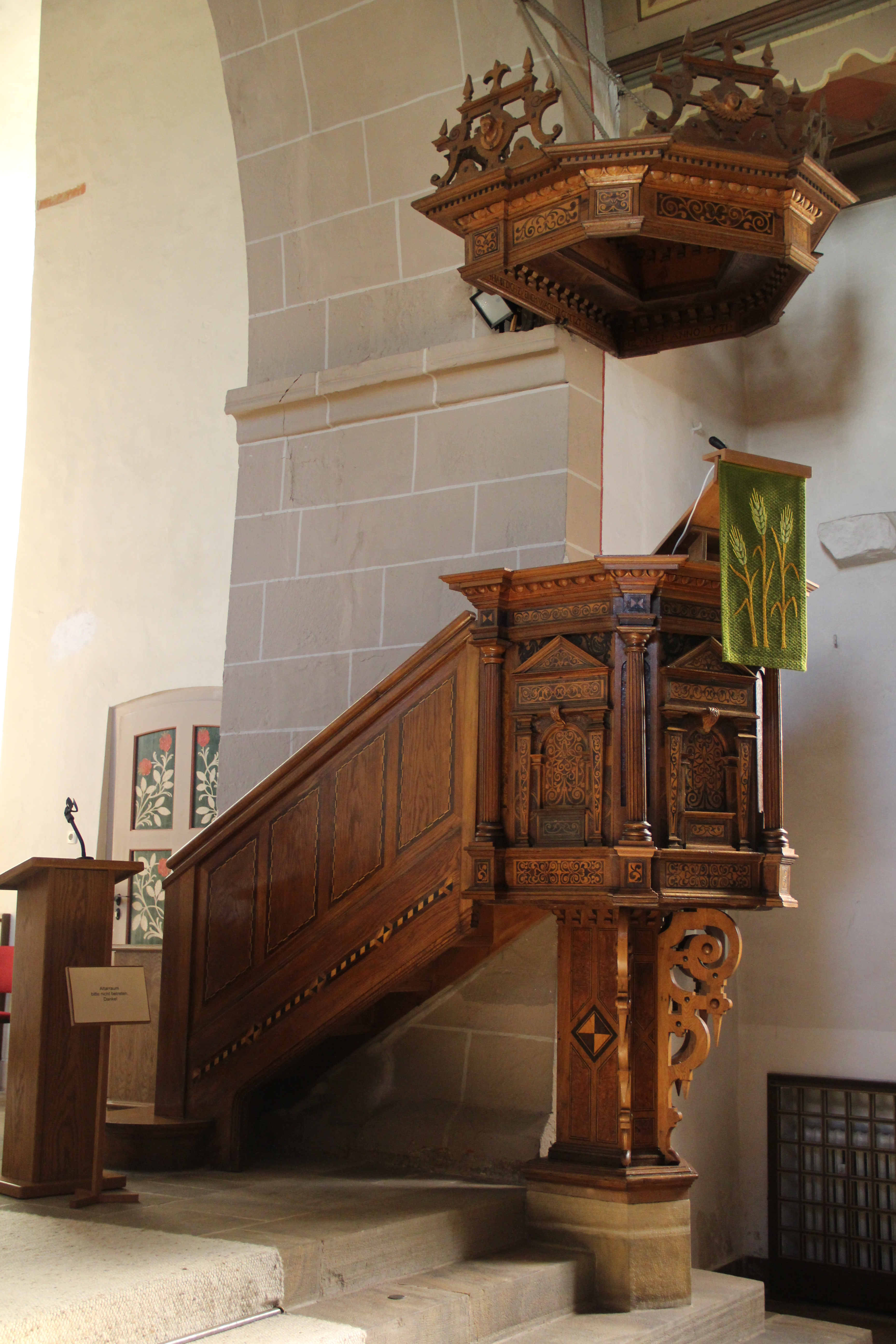
Renaissance-Kanzel von 1631

Der Innenraum des Schiffs wird von einer Holztonne mit Kielbogen abgeschlossen, die 1959/60 eingezogen wurde. Zuvor ruhte die Flachdecke auf einem Längsunterzug, der von zwei Eichenpfosten gestützt wurde. Die Balken des romanischen Dachstuhls sind im Westteil als Andreaskreuze erkennbar. Die Nord- und Westempore aus Eiche wurde 1543 eingebaut. An einer westlichen Fußstrebe ist ein flachgeschnitzter Adler dargestellt, dessen Motiv als Gemeindewappen dient. Während die Nordempore mit ihren Vierkantstäben im ursprünglichen Zustand erhalten ist, wurden 1959 in die Westempore Brüstungsteile einer Empore aus Obereisenhausen eingefügt. Sie datiert von 1625 und weist geschnitzte Pfosten und Halbrosetten auf. Die Brüstungsmalereien der abgerissenen Chorempore aus dem Barock wurden als Einzelbilder an der Nordwand des Schiffs unter der Empore aufgehängt. Sie zeigen Christus und die Apostel. Unter der Westempore hängen seit 2008 die restaurierten Darstellungen der zwölf Apostel in vier Dreiergruppen, die ehemals als Brüstungsbilder dienten.
Ältester Einrichtungsgegenstand ist der romanische Taufstein, der seit 2003 im Wendelstein steht. An der südlichen Langseite ist aus alter Zeit ein Baphomet angebracht, das das Fortbestehen des heidnischen Glaubens symbolisiert. Die aufgemauerte Altarmensa wurde 1959/1960 durch einen hölzernen Tischaltar und das alte Kastengestühl mit massiven Wangen aus dem 16. Jahrhundert durch neue Sitzbänke ersetzt. Bei einigen Bänken unter der Westempore wurden die Reste der alten geschwungenen Bankwangen mit Knöpfen integriert. Das Altarkreuz mit Korpus entstand wahrscheinlich um 1627, als die Kirche wieder lutherisch wurde. Der Schreiner Wilhelm Miller (Müller) aus Dautphe schuf im Jahr 1631 die mit Intarsien reich verzierte, polygonale Kanzel im Stil der Renaissance. Der Schalldeckel trägt die Inschrift „Ich habe dich zu einem Wächter gesetzt.“ (Ez 3,17 ). Die flachgeschnitzten Aufbauten sind mit Engelköpfen verziert. Ein achtseitiger hölzerner Taufstein wurde Anfang der 1960er Jahre geschaffen. An den Seiten sind die Evangelistensymbole und das Bibelwort aus Lk 19,10  eingelassen. Der Taufdeckel wird von der Figur des Guten Hirten verziert.

## Orgel

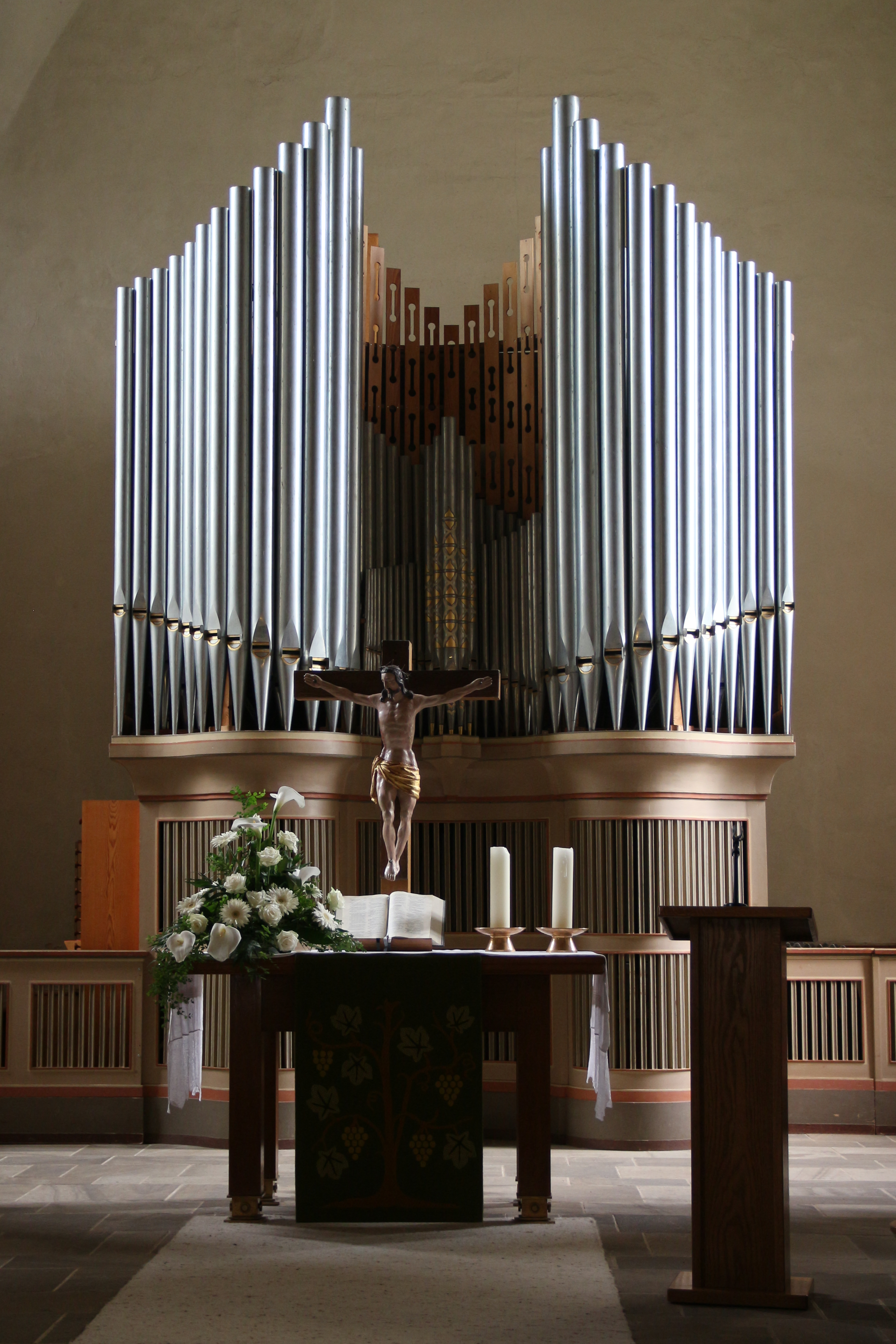
Euler-Böttner-Orgel

Eine erste barocke Orgel wurde im Jahr 1685 auf der Chorempore eingebaut und 1715 von Johann Christian Rindt repariert. Im Jahr 1780 verfügte die Orgel über acht Register auf einem Manual ohne Pedal. Als 1823 ein Blitzschlag zur Zerstörung des Spitzhelms des Turms führte, wird auch die Orgel Schaden erlitten haben. Eine Reparatur 1834/1835 durch Orgelbauer Küthe aus Battenberg blieb unbefriedigend. Sie wurde im Jahr 1890 durch ein romantisches Werk der Gebrüder Bernhard mit elf Registern auf mechanischen Kegelladen ersetzt, das als Altarorgel auf einer Empore über dem Altar seinen Platz fand. Nachdem diese Orgel aufgrund der Kriegsschäden nur noch eingeschränkt einsetzbar war, baute Friedrich Euler (Hofgeismar) für 38.000 DM die dritte Orgel zunächst mit 17 Registern und insgesamt 1450 Pfeifen, die am 10. Dezember 1961 eingeweiht wurde. Zwei weitere Register waren zum Ausbau vorbereitet und wurden später ergänzt. Wolfgang Böttner (Frankenberg) baute die Orgel 1985/1986 um und erweiterte sie auf 22 Register, die auf zwei Manuale und Pedal verteilt sind. Insgesamt verfügt das Instrument, das ebenerdig hinter dem Altar aufgestellt ist, über 1558 Pfeifen hinter einem Freipfeifenprospekt.
| I Hauptwerk C–g3 |       |
| Pommer           | 16′   |
| Praestant        | 8′    |
| Weitprincipal    | 8′    |
| Gemshorn         | 8′    |
| Oktave           | 4′    |
| Rohrflöte        | 4′    |
| Waldflöte        | 2′    |
| Mixtur IV        | 1 ⁄3′ |
| Trompete         | 8′    |

| II Unterwerk C–g3 |        |
| Gedackt           | 8′     |
| Salicional        | 8′     |
| Spitzflöte        | 4′     |
| Principal         | 2′     |
| Terzian II        | 1 3⁄5′ |
| Scharff IV        | 1′     |
| Rohrschalmei      | 8′     |
| Tremulant         |        |

| Pedal C–f1   |         |
| Subbaß       | 16′     |
| Quintbaß     | 10 2⁄3′ |
| Principalbaß | 8′      |
| Oktavbaß     | 4′      |
| Kornett IV   | 2 ⁄3′   |
| Fagott       | 16′     |

- Koppeln: I/II, I/P, II/P

## Glocken
Die Kirche besitzt ein Dreiergeläut aus Bronze, das die vorigen Stahlglocken ersetzt. Durch den Blitzschlag von 1824 wurden die drei Glocken von Johann und Mathias Heelings von Wilbersfurth aus dem Jahr 1635 zerstört. Von den neu angeschafften Glocken müssen die beiden größeren 1917 an die Rüstungsindustrie abgegeben werden. 1925 wird ein neues Dreiergeläut gegossen. Die kleine Glocke trägt die Inschrift „Kommet her zu mir alle, die ihr mühselig und beladen seid, ich will euch erquicken.“ (Mt 11,28 ). 1943 werden wieder die beiden größeren Glocken abgeliefert und 1950 ersetzt. Die große trägt die Inschrift „O Land, Land, Land, höre des Herrn Wort. Jeremia 22,29“ und die mittlere die Inschrift „Wachet und betet, daß ihr nicht in Anfechtung fallet. Matthäus 26,41“.